# José Riudavets y Monjó
José María Riudavets y Monjó (Mahón, 1840-Madrid, 1902) fue un dibujante e ilustrador español.

## Biografía
Nacido en la localidad menorquina de Mahón el 21 de marzo de 1840, a la edad de dieciséis años, el 20 de enero de 1856, ingresó en la Armada. Desde esa fecha prestó servicios como delineante y constructor de cartas en la Dirección de Hidrografía. Desde muy joven realizó ilustraciones para publicaciones periódicas como La Ilustración Española y Americana y La Ilustración Nacional, entre otras.
También ilustró obras de las casas editoriales Montaner y Simón de Barcelona y Saturnino Calleja de Madrid, además de colaborar en Sol y Sombra. Entre los libros para los que realizó ilustraciones se encuentran unos Poemas de Alfredo Tenysson. Por unos trabajos presentados en la Exposición de Chicago de 1893 el Gobierno español le habría concedido el título honorario de teniente de navío de primera clase. Falleció el 13 de febrero de 1902 en Madrid.
Fue autor de Tratado de dibujo topográfico, por el que le fue concedida la cruz de Isabel la Católica, Lecciones de dibujo topográfico (estudios progresivos, dibujados y litografiados por él), Plano del río Guadiana, Plano de la rada y puerto de Malamaui, Costa occidental de la Paragua, Plano del puerto de Punta de Galle, y otros. Sus dibujos, carbones y acuarelas han figurado recientemente en los comercios de los señores Bosch y Hernández, representando  ¡Desamparada! Recuerdos de Escoriaza, La tarde, Recuerdo de Vergara (acuarela adquirida por la infanta Isabel), Esperando la barca (orillas del Henares), Un rincón de la huerta de Alicante, Primavera (país de abanico) y cuatro cuadritos inspirados en poesías de Heine.